# Isoperla nevada
Isoperla nevada är en bäcksländeart som beskrevs av Aubert 1952. Isoperla nevada ingår i släktet Isoperla och familjen rovbäcksländor. Inga underarter finns listade i Catalogue of Life.